# Сухарев, Сергей Александрович
Серге́й Алекса́ндрович Су́харев (род. 29 января 1987, Старый Оскол, Белгородская область) — российский футболист, защитник, тренер.

## Биография
Воспитанник московского «Торпедо». 
В 2006—2007 годах выступал за тверскую «Волгу». 
В 2008 году пополнил ряды клуба «Зодиак-Оскол». 
2010 год провёл в Белоруссии, защищая цвета «Белшины», за которую провёл 22 матча и забил 1 мяч в белорусской Высшей лиге. Единственный гол Сухарева за «Белшину» вошёл в десятку лучших мячей чемпионата Белоруссии 2010 года, забитых со стандартов. 
В 2012 году подписал контракт с тульским «Арсеналом». 
28 января 2016 года перешёл в «Тосно», вместе с которым стал обладателем Кубка России 2017/18. 
В 2018 году пополнил ряды «Мордовии». После сезона 2019/20 клуб потерял профессиональный статус, а Сухарев принял решение завершить карьеру из-за травмы спины.

## Достижения
«Арсенал»
- Победитель Второго дивизиона (зона «Центр»): 2012/13
- Серебряный призёр ФНЛ: 2013/14
- Итого: 1 трофей

«Тосно»
- Серебряный призёр ФНЛ: 2016/17
- Обладатель Кубка России: 2017/18
- Итого: 1 трофей